# Directeur de casting
Au cinéma, le directeur de casting, au féminin directrice de casting est chargé de trouver les acteurs. Le terme recommandé par la DGLFLF est régisseur de distribution ou de premier assistant à la distribution des rôles. Au Canada, on parle de régisseur de distribution, chef de la distribution ou de régisseur d'acteurs.

## En France
Il s'agit d'un métier qui ne s'apprend dans aucune école, n'a pas de syndicat et n'est pas reconnu par le Centre national du cinéma et de l'image animée (CNC).
Margot Capelier est l'une des premières personnalités françaises à exercer cette profession, à partir de La Grande Vadrouille de Gérard Oury (1966). Auparavant, le réalisateur et le producteur recrutaient directement les stars du film et le régisseur les seconds rôles et les figurants (ce qui n'a pas pour autant totalement changé de nos jours, à la différence des États-Unis, où les directeurs de casting sont chargés de rédiger des pré-contrats, les memo deals). Dans les années 1980, on compte une dizaine de directeurs de castings, dont Françoise Menidrey, Marie-Christine Lafosse, Mamade et Dominique Besnehard. En 2016, on compte environ 150 directeurs de casting en France, travaillant en moyenne sur la distribution de 200 films par an, en plus des téléfilms et des séries télévisées.
Les principaux acteurs sont choisis avec le réalisateur. Le directeur de casting ou la directrice de casting propose au réalisateur d'autres intervenants qui joueront un rôle sur le tournage, acteurs secondaires et figurants (qui sont parfois gérés par un ou une Chargé(e) de figuration), qui tiennent une place non négligeable dans l'intrigue. Son rôle est donc primordial dans le déroulement de la pré-production il est toujours en collaboration avec le réalisateur et c'est la production qui engage le comédien.